# Trang viên ở Sieniawka

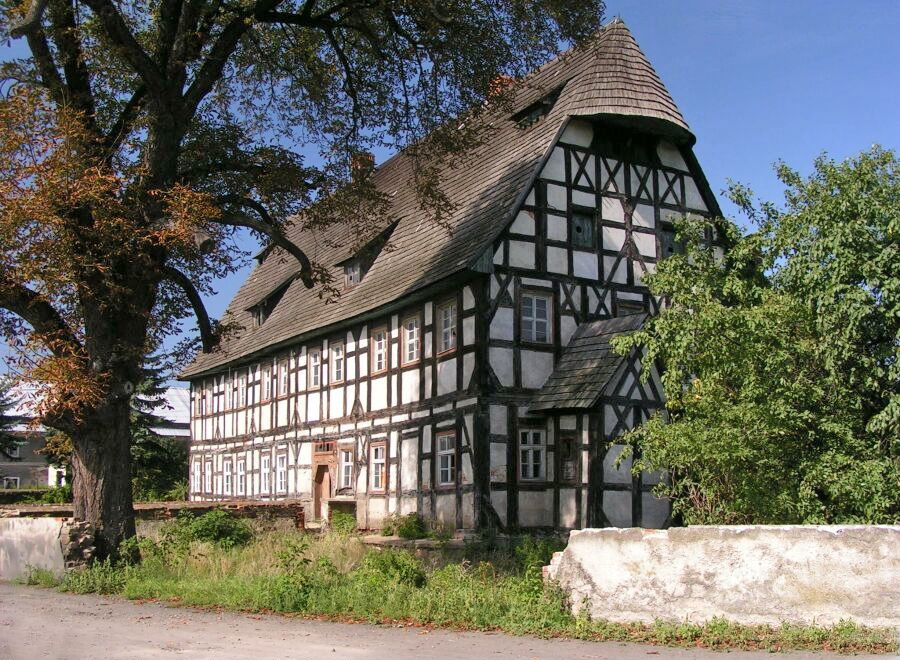
Trang viên ở Sieniawka (2017)

Trang viên ở Sieniawka (tiếng Ba Lan: Dwór w Sieniawce) là một trang viên được xây dựng vào năm 1678, nằm ở làng Sieniawka, huyện Dzierżoniówski, tỉnh Dolnośląskie, Ba Lan. Công trình kiến trúc này có tên trong danh sách di tích. Hiện nay, công trình kiến trúc này thuộc sở hữu tư nhân và được dùng để ở.

## Lịch sử
Tòa nhà hiện tại của trang viên ở Sieniawka được xây dựng vào năm 1678. Tuy nhiên, theo dấu tích còn sót lại của con hào được bảo tồn gần đó; trước đây, địa điểm này có lẽ là nơi đóng đô của các hiệp sĩ. Tòa nhà này trải qua hai lần tái thiết: một lần vào cuối thế kỷ 19 và một lần vào đầu thế kỷ 20. Lần trùng tu cuối cùng được thực hiện vào năm 1968. Từ năm 1995, trang viên được cho thuê và đến đầu thế kỷ 21 thì được bán lại.

## Kiến trúc
Đây là một tòa nhà hai tầng bằng gỗ, được dựng lên trên một mặt phẳng hình chữ nhật. Trên cổng chào của tòa nhà có thông tin về ngày xây dựng, tên viết tắt của người sáng lập (MRA IPH) và được tô điểm bằng một chiếc đồng hồ mặt trời. Phía sau tòa nhà được bao quanh bởi một công viên nhỏ.